# Carlo Sibilia

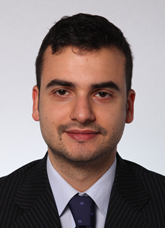
Carlo Sibilia em 2013

Carlo Sibilia (nascido em 7 de fevereiro de 1986) é um político italiano que é parlamentar do Movimento Cinco Estrelas desde 2013.